# Леганес (футбольний клуб)
«Клуб Депортіво Леганес» (ісп. «Club Deportivo Leganés») — іспанський футбольний клуб з однойменного міста. Заснований 1928 року. Домашні матчі команда проводить на стадіоні Естадіо Муніципаль де Бутарке, який вміщує 12,450 глядачів.

## Історія клубу

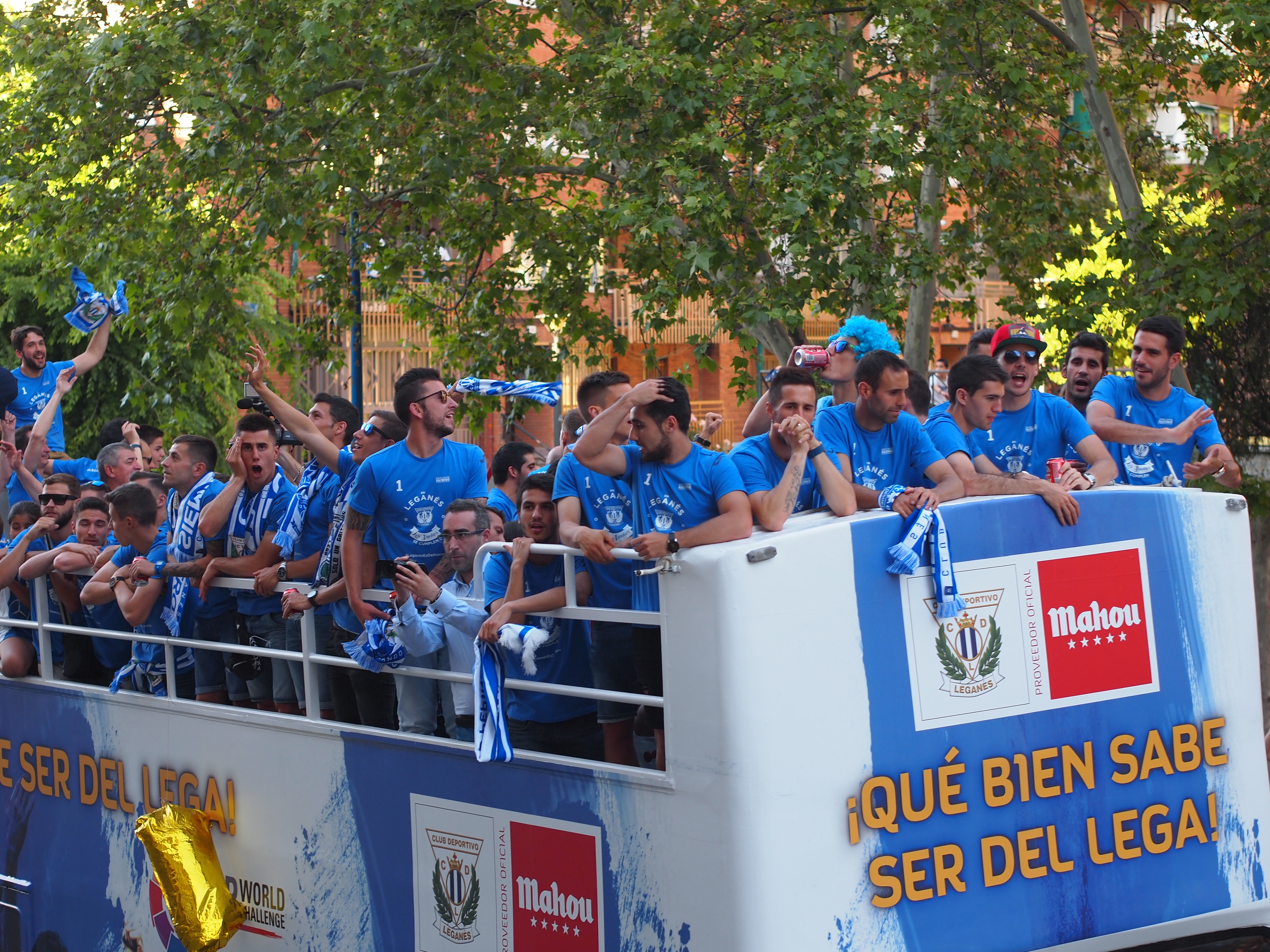
«Леганес» святкує підвищення до Прімери в 2016 році.

До сезону 1993-1994, починаючи з якого команда почала виступати у Сегунді, команда грала у нижчих дивізіонах Іспанії. У 2004 році команда вилетіла, а у 2014 знову повернулася в Сегунду.
Вже після двох сезонів фанати «Леганеса» святкували підвищення до Ла-Ліги, де виступають і досі.
24 січня 2018 року «Леганес» вибив з Кубку Іспанії мадридський «Реал», перемігши в матчі-відповіді з рахунком 1:2. Загальний рахунок за два матчі 2:2 (перший матч закінчився з рахунком 0:1 на користь «бланкос»), але «пепінерос» допомогло правило виїзного гола.
16 січня 2019, «Леганес» знову переміг мадридський «Реал», з рахунком 1:0, в 1/8 фіналу Кубку Іспанії, але цього разу далі пройшов «Реал».  Українець Василь Кравець відіграв 75 хвилин матчу, після чого був замінений на Джонатана Сілву. 

## Сезони по дивізіонах
- Ла-Ліга (3): 2016-2019
- Сегунда (13): 1993-2004, 2014-2016
- Сегунда Б (16): 1987-1993, 2004-2014
- Терсера (19): 1954-1960, 1963-1965, 1967-1968, 1977-1987

## Відомі гравці
- Хосе Шамот
- Джонатан Сілва
- Хоакін Капаррос
- Унаї Емері
- Самюель Ето'о
- Андрій Мох
- Андрій Лунін

## Головні тренери
| - Луїс Ангел Дуке (1989–95) - Луїс Санчес Дуке (1995–97) - Педро Браохос (1997–98) - Луїс Санчес Дуке (1998–99) - Енріке Мартін (1999–01) - Сіряко Кано (2001) - Карлос Санчес Агіяр (2001–02) - Енріке Мартін (2002–03) - Карлос Аймар (2003–04) - Віктор Гюго Маркесіні (2004) | - Мартін Делгадо (2004) - Кіке Естебаранс (2005) - Луїс Ангел Дуке (2005–06), (2009–10) - Мігел Рівера (2010–11) - Рафа Муньос (2011) - Мігел Альварес (2011) - Карлос Оруе (2011–12) - Віктор (2012) - Пабло Алфаро (2012–13) - Асьєр Гарітано (2013–2018) | - Маурісіо Пельєгріно (2018–2019) - Хав'єр Агірре (2019-2020) - Хосе Луїс Марті (2020-2021) - Асьєр Гарітано (2021) - Мегді Нафті (2021-2022) |